# 宁陵公主
宁陵公主（489年—510年），中国南北朝北魏公主，魏献文帝孙女，彭城王元勰之女。
宁陵公主魏孝文帝太和十三年（489年）出生，嫁给了琅琊王氏的王诵。魏宣武帝永平三年（510年）正月初八日夜去世，终年廿二岁 。